# الرتب الأكاديمية (مصر)
الرتب الأكاديمية في مصر هي المسميات الوظيفية التي تعكس ترتيب أعضاء هيئة التدريس والباحثين في الجامعات والمؤسسات والهيئات البحثية المصرية.
يتدرج عضو هيئة التدريس عادة في خمس رتب أكاديمية هي بالترتيب من الأقل:
- معيد: (بالإنجليزية: Teaching Assistant)‏ حاصل على البكالوريوس أو الليسانس. يشترط في تعيينه أن يكون الأول على دفعته، وفي بعض الأحيان يجري تعيين أكثر من معيد وفقاً لحاجة القسم العلمي.
- مدرس مساعد: (بالإنجليزية: Assistant Lecturer)‏ حاصل على درجة الماجستير.
- مدرس: (بالإنجليزية: Lecturer أو Assistant Professor)‏ حاصل على درجة الدكتوراه.
- أستاذ مساعد: (بالإنجليزية: Associate Professor)‏ يكون قد أمضى على درجة مدرس ما لا يقل عن 5 سنوات وقام بنشر أبحاث علمية والإشراف على مشاريع تخرج ورسائل علمية وأعمال إدارية بقدر تحدده المجالس المختصة ليتمكن من الترقي لدرجة أستاذ مساعد.
- أستاذ: (بالإنجليزية: Professor)‏ نفس شروط الترقي لأستاذ مساعد مع فرق القدر المطلوب والذي تحدده المجالس المختصة كذلك.
- أستاذ متفرغ: (بالإنجليزية: Professor Emeritus)‏ الأستاذ بعد تخطيه سن الستين حيث يعفى عضو هيئة التدريس من المناصب الإدارية إلا في حالات خاصة.